# Liste der Monuments historiques in Sillegny
Die Liste der Monuments historiques in Sillegny führt die Monuments historiques in der französischen Gemeinde Sillegny auf.

## Liste der Bauwerke
| Bezeichnung      | Beschreibung                                                  | Standort                   | Kennzeichnung | Schutzstatus | Datum | Bild           |
| ---------------- | ------------------------------------------------------------- | -------------------------- | ------------- | ------------ | ----- | -------------- |
| Kirche St-Martin | Wehrkirche, 15. Jahrhundert, mit Fresken des 16. Jahrhunderts | Impasse de Mauvezin (Lage) | PA00107006    | Classé       | 1881  | weitere Bilder |

## Liste der Objekte
| Bezeichnung | Beschreibung                                                        | Standort                       | Kennzeichnung | Schutzstatus | Datum | Bild |
| ----------- | ------------------------------------------------------------------- | ------------------------------ | ------------- | ------------ | ----- | ---- |
| Kruzifix    | Holz, 15. Jahrhundert                                               | in der Kirche St-Martin (Lage) | PM57000364    | Classé       | 1988  |      |
| Retabel     | Stein, farbig gefasst, 15. Jahrhundert                              | in der Kirche St-Martin (Lage) | PM57000363    | Classé       | 1979  |      |
| Hauptaltar  | Eichenholz, farbig gefasst und vergoldet, Ende des 17. Jahrhunderts | in der Kirche St-Martin (Lage) | PM57000828    | Inscrit      | 1986  |      |